# Molino de Aldama

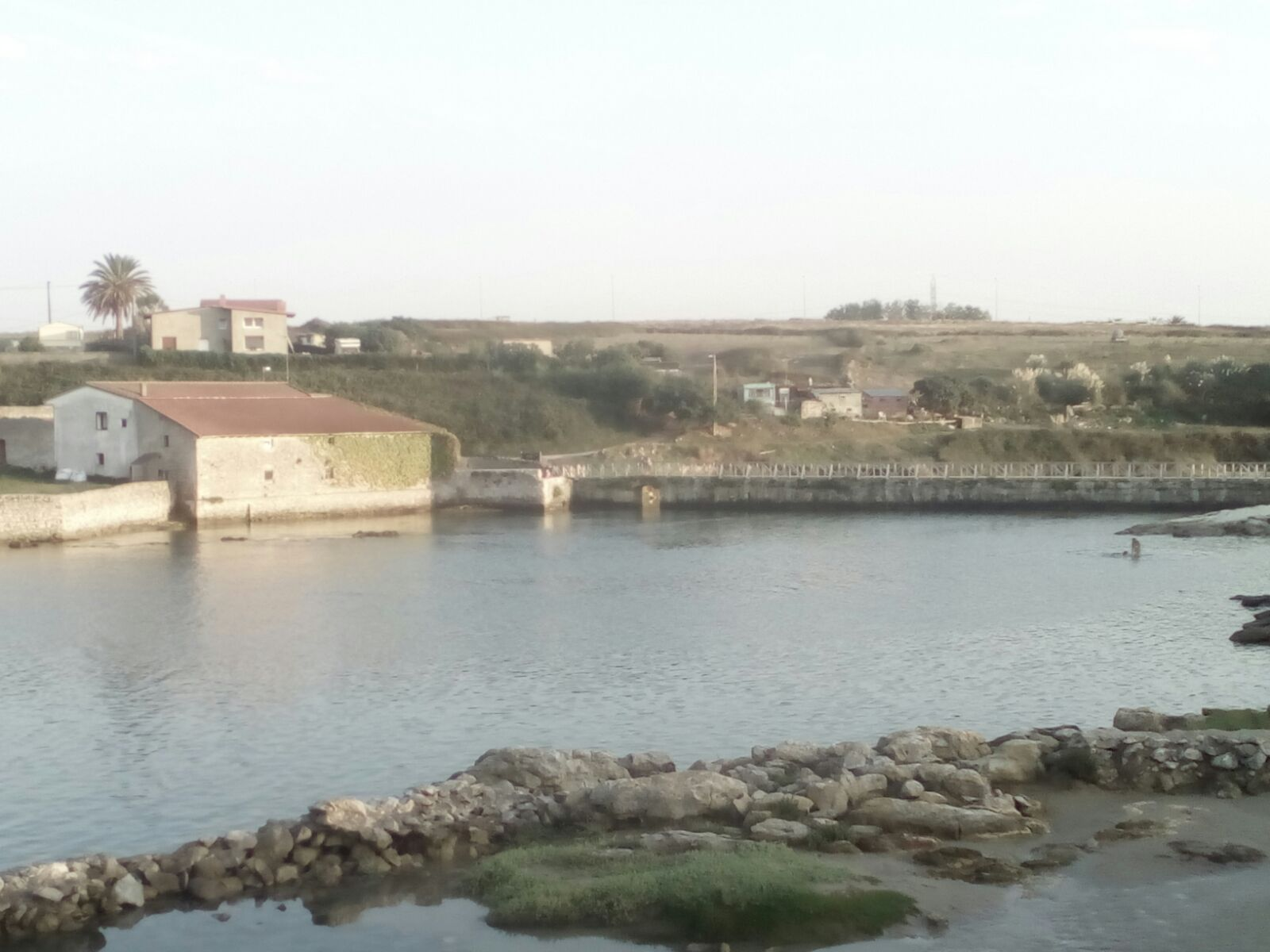
Vista del conjunto del molino de Aldama.

El molino de Aldama fue un antiguo molino de mareas destinado a moler cereal del cual solamente queda una parte que es utilizada como puente sobre la ría de San Pedro del Mar, desembocadura del arroyo de la Tejona en el barrio de La Maruca en Monte, Santander, capital de Cantabria (España).
Es parte de una ruta que recorre el litoral norte santanderino.
El edificio del molino es actualmente un vivero de mariscos.

## Historia
Durante la segunda mitad del siglo XVIII, gracias a la liberación del comercio con América y a la mejora de las comunicaciones, Santander experimentó un proceso de expansión económica basado, entre otras cosas, en la exportación de harinas procedentes de Castilla, lo que motivó la construcción de molinos como este, construido por Sebastián de Aldama en 1795.
A finales del siglo siguiente entró en decadencia, principalmente por la pérdida de las colonias en 1898 y por la revolución industrial. Finalmente, el molino se abandonó.

## Funcionamiento
Este molino de mareas estaba dotado de un mecanismo que molía el cereal gracias a la fuerza del agua. Con la pleamar se llenaba de agua su presa, cuyas compuertas quedaban cerradas durante la bajamar. Esta agua se soltaba para mover las ruedas y moler los cereales.